# Кліцюк Галина Василівна
Галина Василівна Кліцюк (нар. 24 березня 1950, село Четвертня, тепер Маневицького району Волинської області) — українська радянська діячка, ланкова колгоспу «Жовтень» Маневицького району Волинської області. Депутат Верховної Ради УРСР 9-го скликання.

## Біографія
Народилася в селянській родині. Закінчила середню школу в селі Четвертні Маневицького району Волинської області.
З 1967 року — колгоспниця, ланкова колгоспу «Жовтень» села Четвертня Маневицького району Волинської області. Збирала високі врожаї льону та цукрових буряків.
Освіта вища. Закінчила заочно агрономічний факультет Львівського сільськогосподарського інституту.
У кінці 1980-х років — голова виконавчого комітету Четвертнянської сільської ради Маневицького району Волинської області. Працювала на цій посаді п'ять років.
До 2008 року — касир відділення ощадного банку в селі Четвертня.
Потім — на пенсії в селі Четвертня Маневицького району Волинської області.

## Нагороди
- орден Жовтневої Революції (1977)
- орден Трудового Червоного Прапора (1972)
- медалі